# Albania la Jocurile Olimpice
Albania a participat la Jocurile Olimpice pentru prima dată la München 1972. După o pauză din 1976 până în 1988, s-a întors la Barcelona 1992. Începutul la Jocurile Olimpice de iarnă l-a făcut la Torino 2006. Albania nu a câștigat nicio medalie olimpică până în prezent.

## Medalii după olimpiadă

### Medalii la Jocurile de vară
| Ediție              | Sportivi        | Aur             | Argint          | Bronz           | Total           | Loc             |
| München 1972        | 5               | 0               | 0               | 0               | 0               | –               |
| 1976–1988           | nu a participat | nu a participat | nu a participat | nu a participat | nu a participat | nu a participat |
| Barcelona 1992      | 7               | 0               | 0               | 0               | 0               | –               |
| Atlanta 1996        | 7               | 0               | 0               | 0               | 0               | –               |
| Sydney 2000         | 4               | 0               | 0               | 0               | 0               | –               |
| Atena 2004          | 7               | 0               | 0               | 0               | 0               | –               |
| Beijing 2008        | 11              | 0               | 0               | 0               | 0               | –               |
| Londra 2012         | 11              | 0               | 0               | 0               | 0               | –               |
| Rio de Janeiro 2016 |                 |                 |                 |                 |                 |                 |
| Tokyo 2020          |                 |                 |                 |                 |                 |                 |
| Total               | Total           | 0               | 0               | 0               | 0               | –               |

### Medalii la Jocurile Olimpice de iarnă
| Ediție           | Sportivi | Aur | Argint | Bronz | Total | Loc |
| Torino 2006      | 1        | 0   | 0      | 0     | 0     | –   |
| Vancouver 2010   | 1        | 0   | 0      | 0     | 0     | –   |
| Soci 2014        | 2        | 0   | 0      | 0     | 0     | –   |
| Pyeongchang 2018 |          |     |        |       |       |     |
| Total            | Total    | 0   | 0      | 0     | 0     | –   |